# Борщівський хутір
Борщівський хутір — колишній хутір у Кичкирівській волості Радомисльського повіту Київської губернії та Борщівській сільській раді Радомишльського району Малинської й Волинської округ.

## Історія
До 1923 року — хутір Кичкирівської волості Радомисльського повіту Київської губернії.
У 1923 році включений до складу новоствореної Борщівської сільської ради, котра, 7 березня 1923 року, увійшла до складу новоутвореного Радомишльського району Малинської округи.
Знятий з обліку до 13 лютого 1928 року.